# Chiesa arcipretale di San Marco
La chiesa arcipretale di San Marco è il luogo di culto cattolico principale di Rovereto, una delle chiese più antiche e ricche di storia della città, importante esempio di stile barocco e testimonianza di fede dei roveretani.

## Storia

### Costruzione della chiesa

#### Dominio veneziano
Sino al momento della sua edificazione a Rovereto non esisteva, entro le mura, una chiesa di tale importanza e dimensione. Dal 1416 la città si trovava sotto il dominio della Repubblica di Venezia (tale situazione si sarebbe protratta sino al 1509) e fu il provveditore veneto Giovanni Soranzo a stabilire che la nuova chiesa sarebbe sorta nella piazza di Rovereto (attuale piazza san Marco) e diede il via alla realizzazione di quello che i roveretani aspettava da tempo cominciando ad acquisire ed in seguito a demolire gli edifici che si trovano sul luogo scelto.

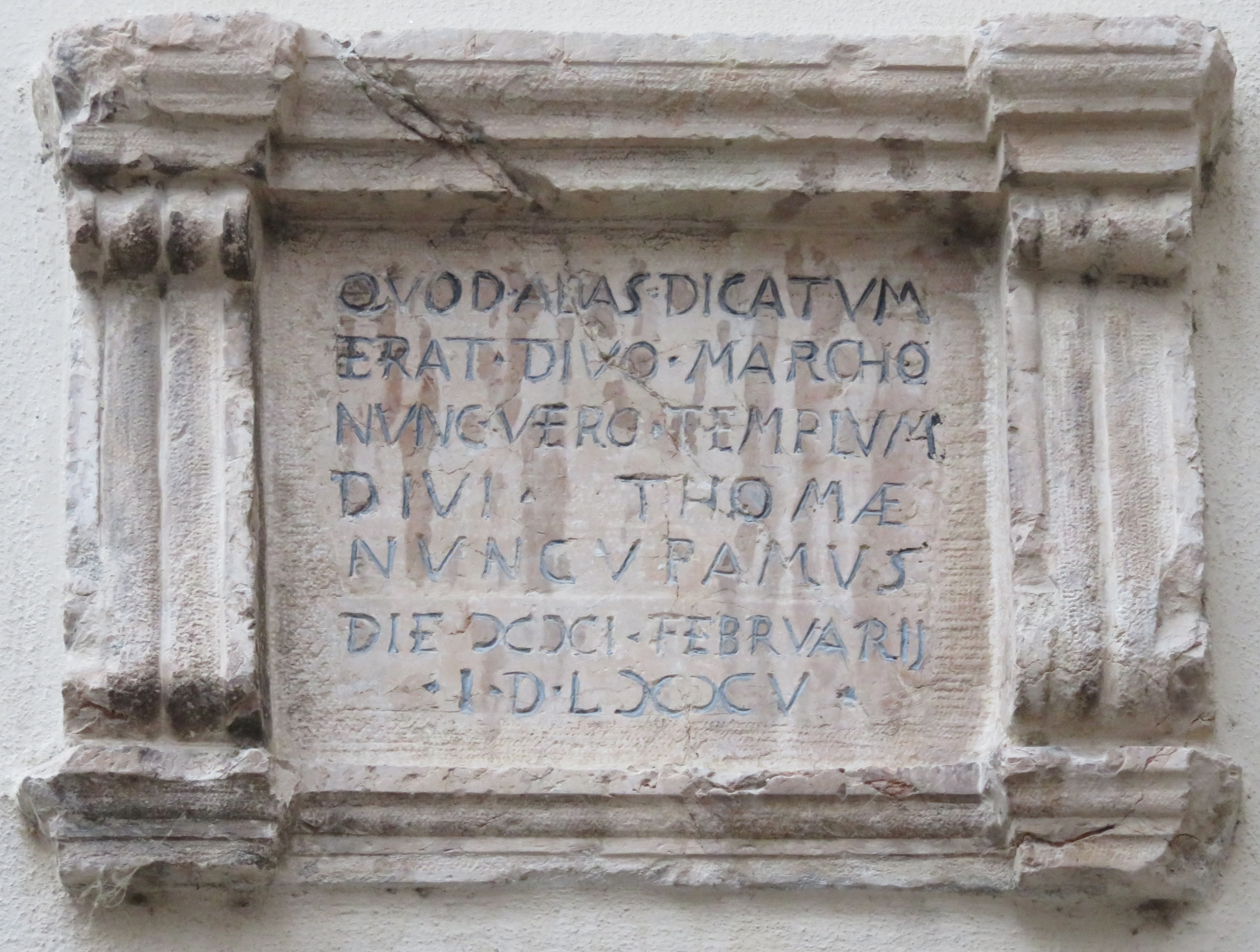
Lapide posta sulla parete esterna accanto all'ingresso laterale che ricorda un cambio di dedica della chiesa nella realtà mai avvenuto

I lavori per la costruzione del nucleo primitivo della struttura attuale partirono solo dal 1458. L'edificio principale venne terminato nel 1461 ed il campanile fu pronto l'anno successivo. Nel 1462 quindi la chiesa fu consacrata e dedicata al santo patrono di Venezia, San Marco Evangelista.
Nella sua prima veste la chiesa aveva una facciata in stile tardo romanico, con tre portali di accesso di dimensioni non troppo diverse tra loro e senza scalinata, ma con un semplice terrapieno. Il primo edificio storicamente costruito lasciò tracce che vennero individuate durante il restauro del 1950. La costruzione venne approvata dall'allora vescovo di Trento Georg Hack von Themeswald e dal cardinal Bessarione, legato pontificio per i domini veneziani. Negli anni seguenti la chiesa venne arricchita con tre nuovi altari.

#### Dominio asburgico
Nel giugno 1509 i veneziani in difficoltà dopo la sconfitta subita nella battaglia di Agnadello, lasciarono Rovereto e le truppe austriache entrarono in città guidate da Giovanni di Liechtenstein. Rovereto passò così sotto il dominio diretto degli Asburgo.

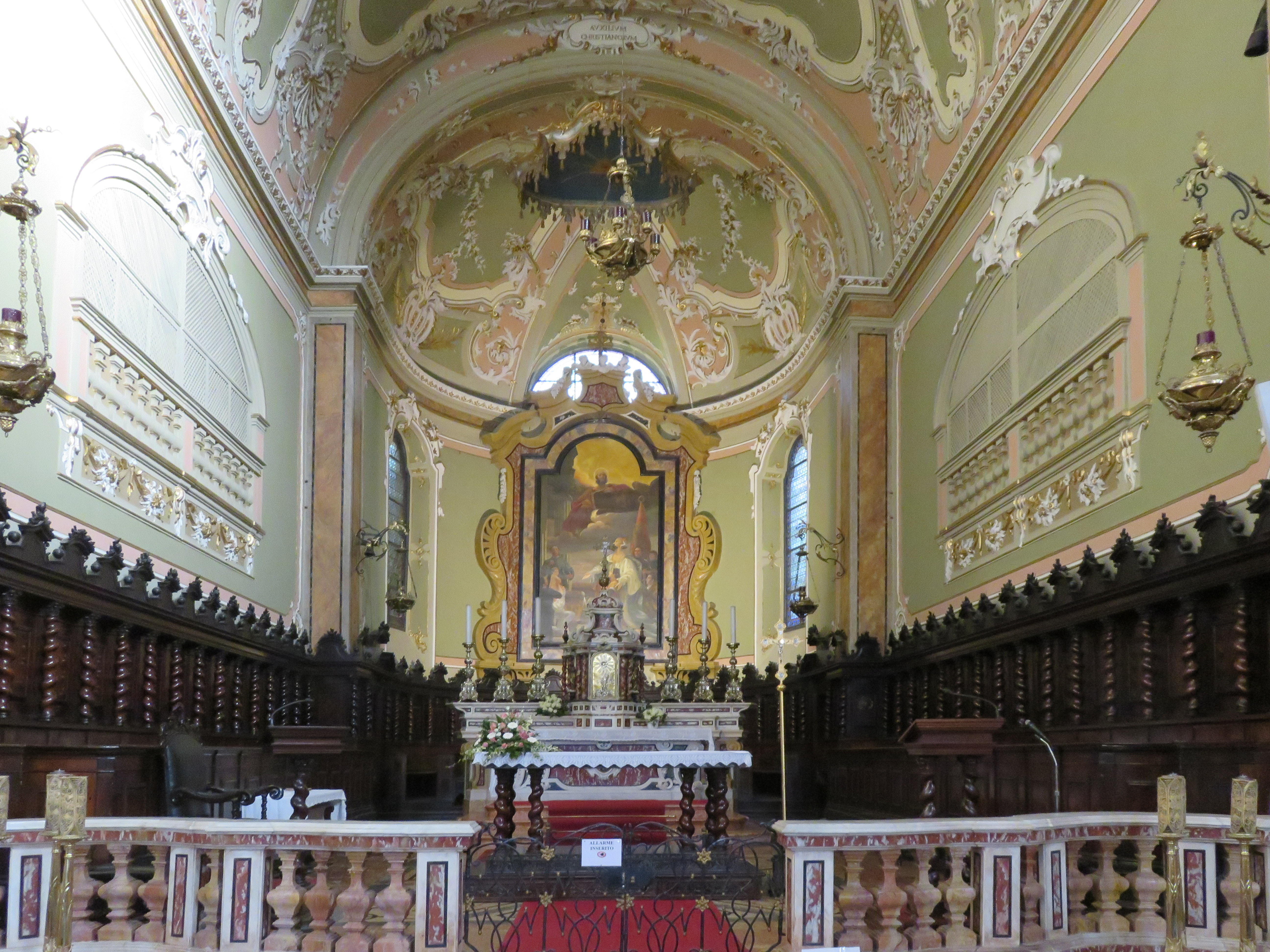
Altare maggiore.

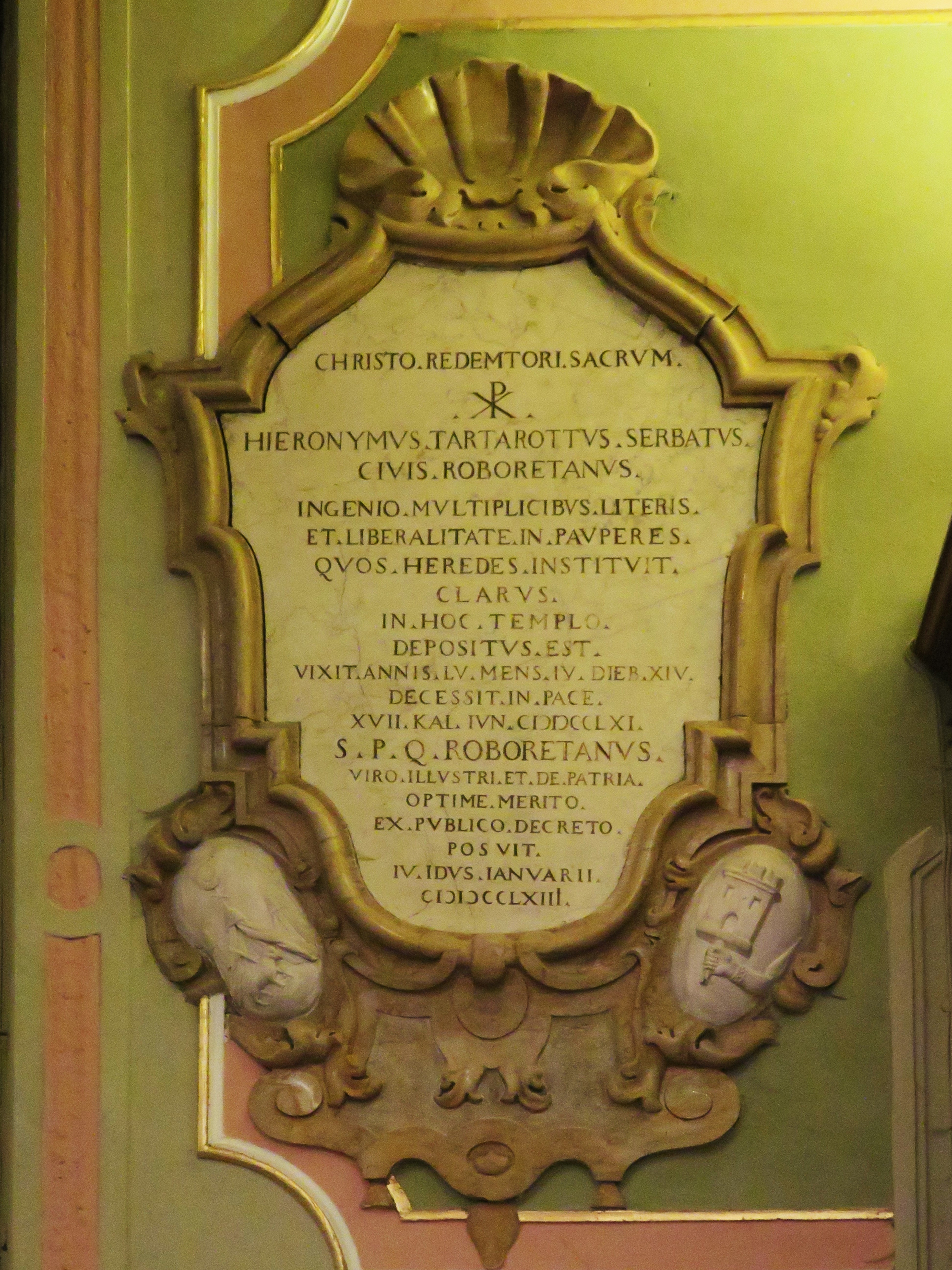
Targa in memoria di Girolamo Tartarotti.

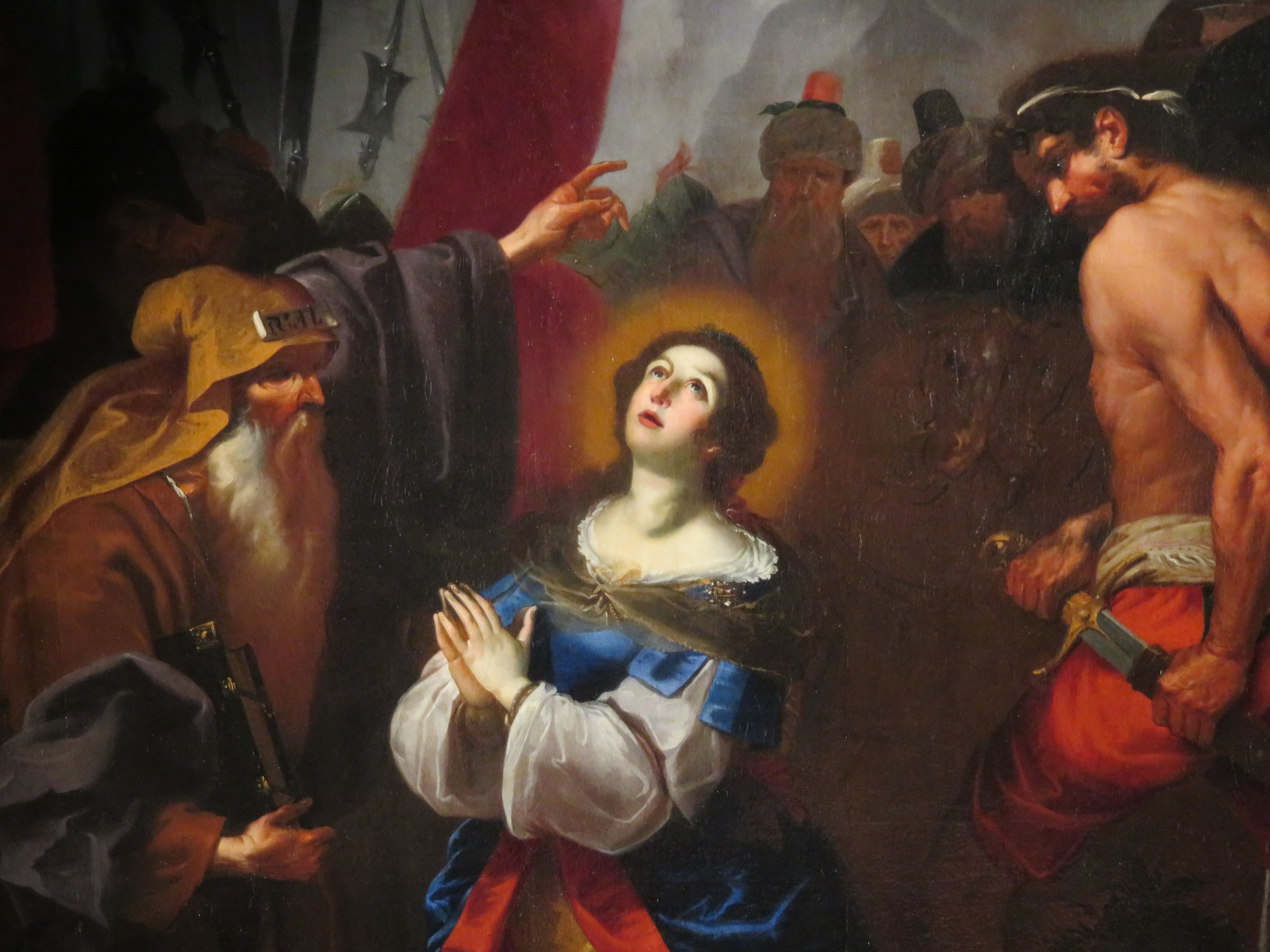
Martirio di santa Dorotea (particolare) di Tobias Pock (1657)

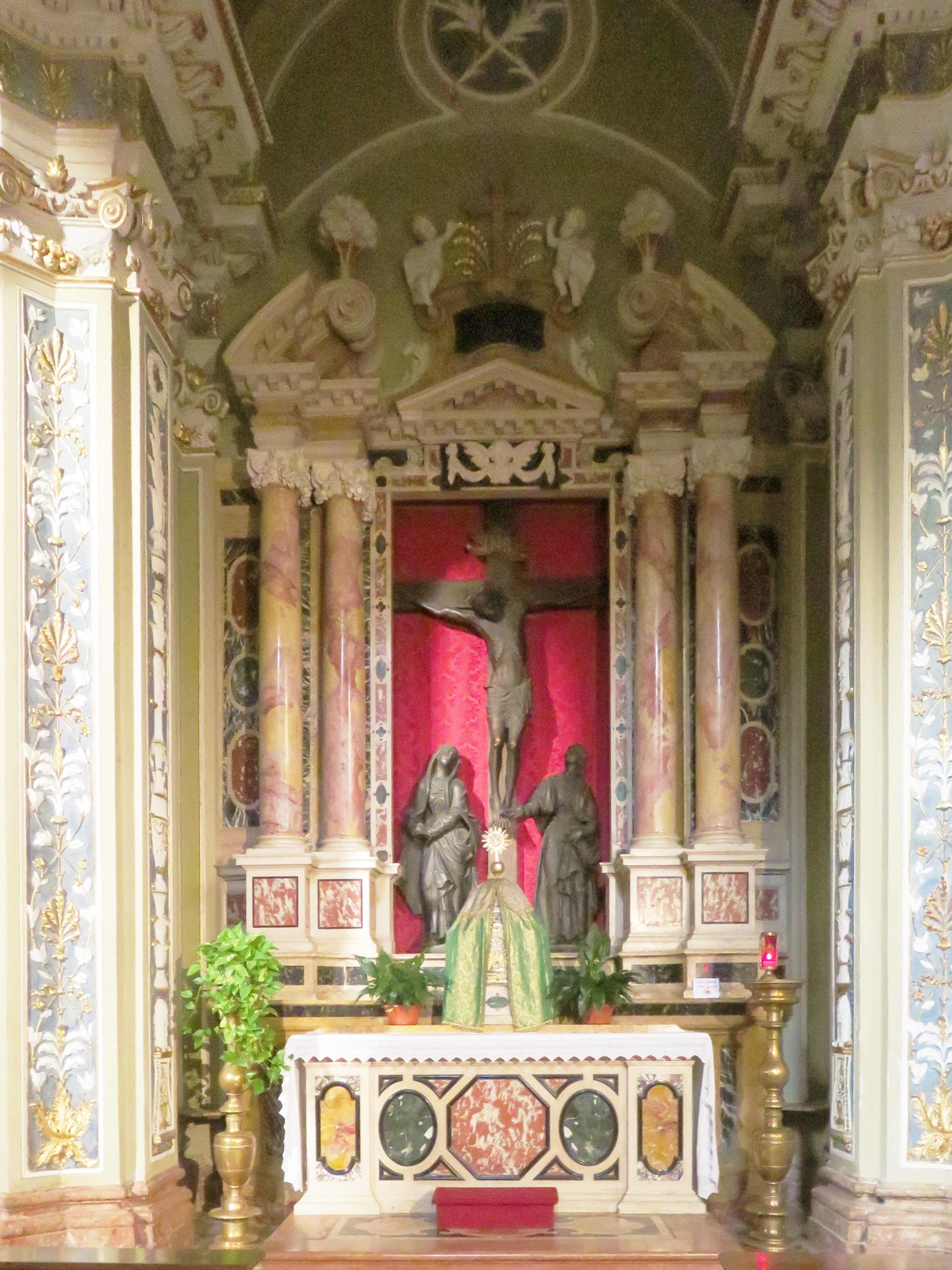
Altare del Santissimo Sacramento

Poco più di un anno dopo l'imperatore Massimiliano I d'Asburgo elevò con suo decreto Rovereto a rango di città, confermando e ampliando i privilegi che già aveva ottenuto durante il periodo veneziano.
Nel 1574 venne trasferito il Santissimo Sacramento dalla chiesa di San Tomaso a quella di San Marco quindi nel 1575 si pensò di dedicare la chiesa non più a San Marco Evangelista ma a San Tomaso. Malgrado una lapide ricordi tale circostanza come se fosse effettivamente avvenuta il proposito non ebbe mai seguito, la chiesa di san Tomaso fu chiusa ed il santo non ebbe più una chiesa a lui dedicata.
Nel 1582 furono edificati gli edifici della parrocchia e dell'arcipretura e così si sancì ufficialmente la separazione di San Marco dalla pieve di Lizzana, della quale ancora era parte.
Dal 1587 al 1834 la chiesa subì diversi interventi che ne modificarono totalmente la struttura.
Nel 1587 l'edificio fu abbattuto e ricostruito, con dimensioni molto più ampie, per far fronte ai bisogni della nuova parrocchia. Nel 1603 la chiesa venne nuovamente riconsacrata.
La nuova chiesa intanto, parzialmente ricostruita ed ampliata con un nuovo presbiterio, un nuovo coro ed una sagrestia che occupò anche parte dell'area dove precedentemente sorgeva il cimitero continuò ad essere abbellita ed adornata. Il cimitero nel frattempo fu spostato nelle vicinanze, dietro le mura della città, dove rimase fino al 1836 quando fu realizzato il nuovo cimitero di San Marco nella posizione che poi avrebbe mantenuto. Alcune lapidi funerarie sulle mure della città indicano ancora dove si trovava il vecchio cimitero.
Alcuni anni dopo (1650), la volta, giudicata troppo bassa, fu abbattuta e rialzata di circa due metri e, successivamente, nel 1658 fu edificato l'attuale campanile. 
Tra il 1724 e il 1792 gli altari in legno furono sostituiti con altari in marmo per arricchire ulteriormente la struttura della chiesa e negli anni seguenti (1792-1834) furono costruite tre cappelle adiacenti: la cappella del Santissimo, quella di san Vigilio e quella di san Girolamo.

### Interventi di restauro
Tra il 1899 e il 1902 il campanile e la decorazione della volta furono restaurati dai milanesi Luigi Cavenaghi (decoratore) e Pietro Calori (stuccatore).
Un'ulteriore opera di risanamento fu necessaria causa dei numerosi danni che la struttura aveva subìto durante la prima guerra mondiale, perciò si procedette ad un'opera di restauro con il contributo del governo italiano nell'immediato dopoguerra.
Nel 1950 la facciata della chiesa fu modificata su progetto dell'architetto roveretano Mario Kiniger. Fu proprio durante questo restauro che si deciso di inserire nella facciata il Leone di San Marco, opera dello scultore roveretano Livio Fausto Sossass, per richiamare il dominio veneziano sulla città.
L'ultimo restauro (1991-1998)  è stato effettuato con i contributi di molti fedeli, della Provincia autonoma di Trento e dell'ASM (Azienda Servizi Municipalizzati). Grazie ai numerosi interventi realizzati in quell'occasione la chiesa ha recuperato lo splendore che nel tempo aveva in parte perduto.

### Madonna Vergine Ausiliatrice

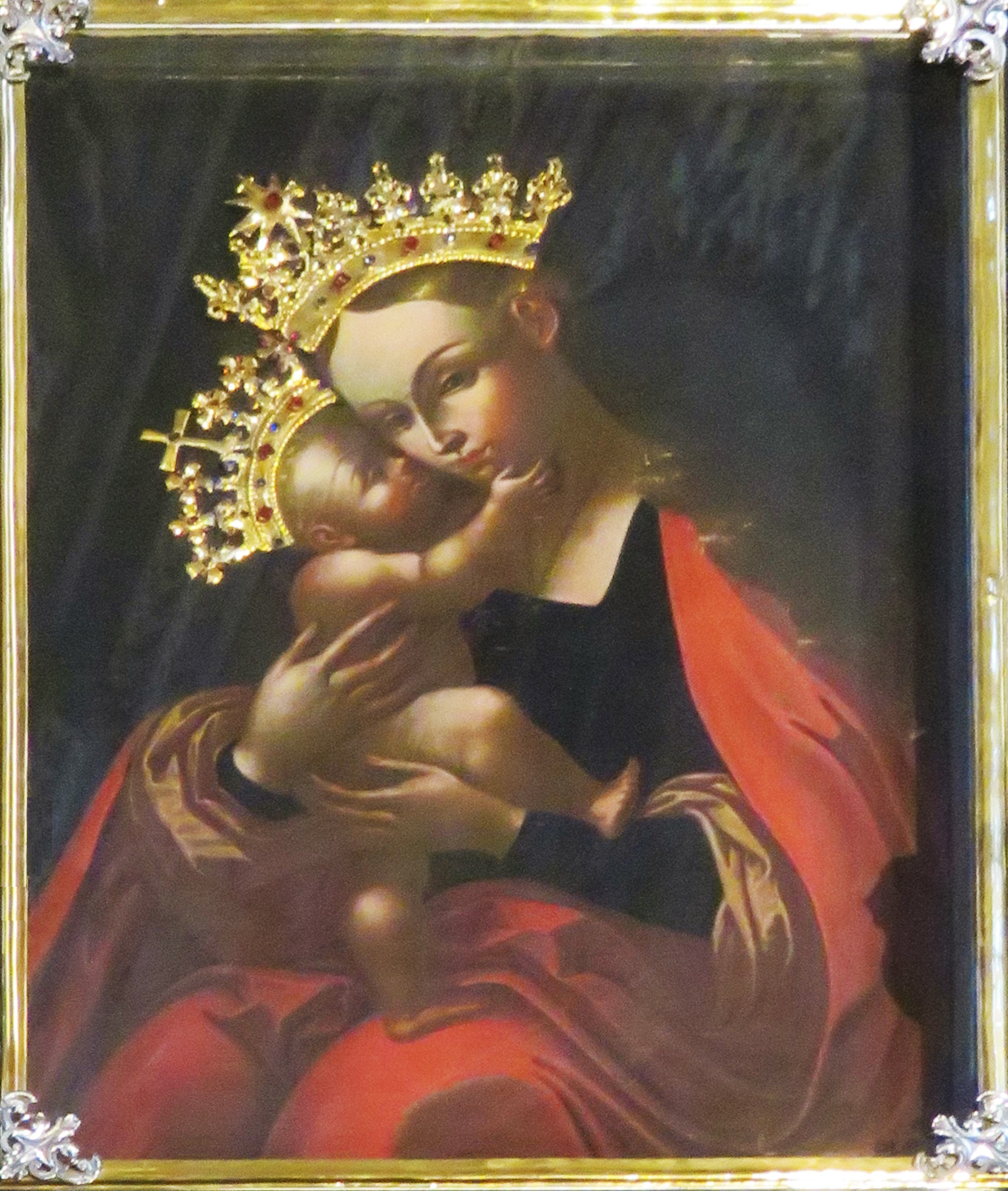
Madonna Vergine Ausiliatrice, copia del famoso quadro di Lucas Cranach il Vecchio

Nella chiesa è custodita anche una venerata immagine di Maria Ausiliatrice, patrona della città. L'immagine è una copia del famoso quadro di Lucas Cranach il Vecchio realizzato nel XVI secolo che si trova oggi nel Duomo di Innsbruck. La Madonna ha la funzione di promuovere i rapporti di concordia tra i cittadini ed è quindi molto venerata dai roveretani. Per questo ogni anno il 5 agosto, il sindaco, dopo aver preso parte alla processione con la statua della Madonna per le vie del centro storico della città, dona un cero alla protettrice.

## Descrizione

### Esterno
Gli esterni della chiesa sono evidentemente in stile neoclassico, molto semplice. La facciata presenta tre accessi: al centro quello principale e due secondari, di dimensioni minori ai lati, tutti e tre sovrastati da un elemento che richiama il timpano del tempio greco. Agli estremi sono presenti due lesene con capitello corinzio. Molto rilevante è la presenza di un alto rilievo rappresentante il leone di San Marco, posto sopra l'entrata principale, esso testimonia l'antico dominio della repubblica Serenissima di Venezia, inserito nella facciata della chiesa soltanto nel 1950.

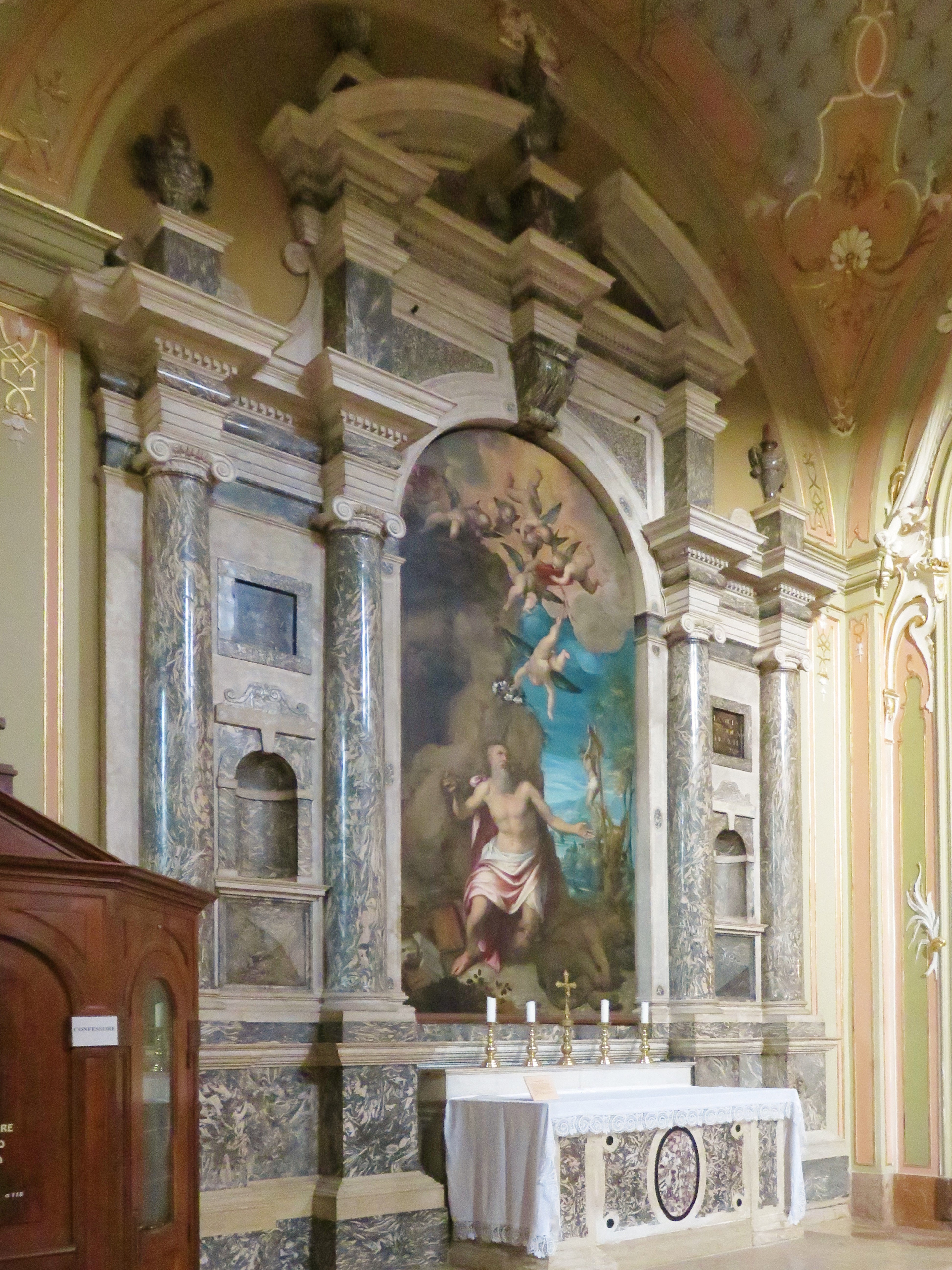
Altare di San Girolamo con la pala di Felice Ricci detto Brusazorzi.

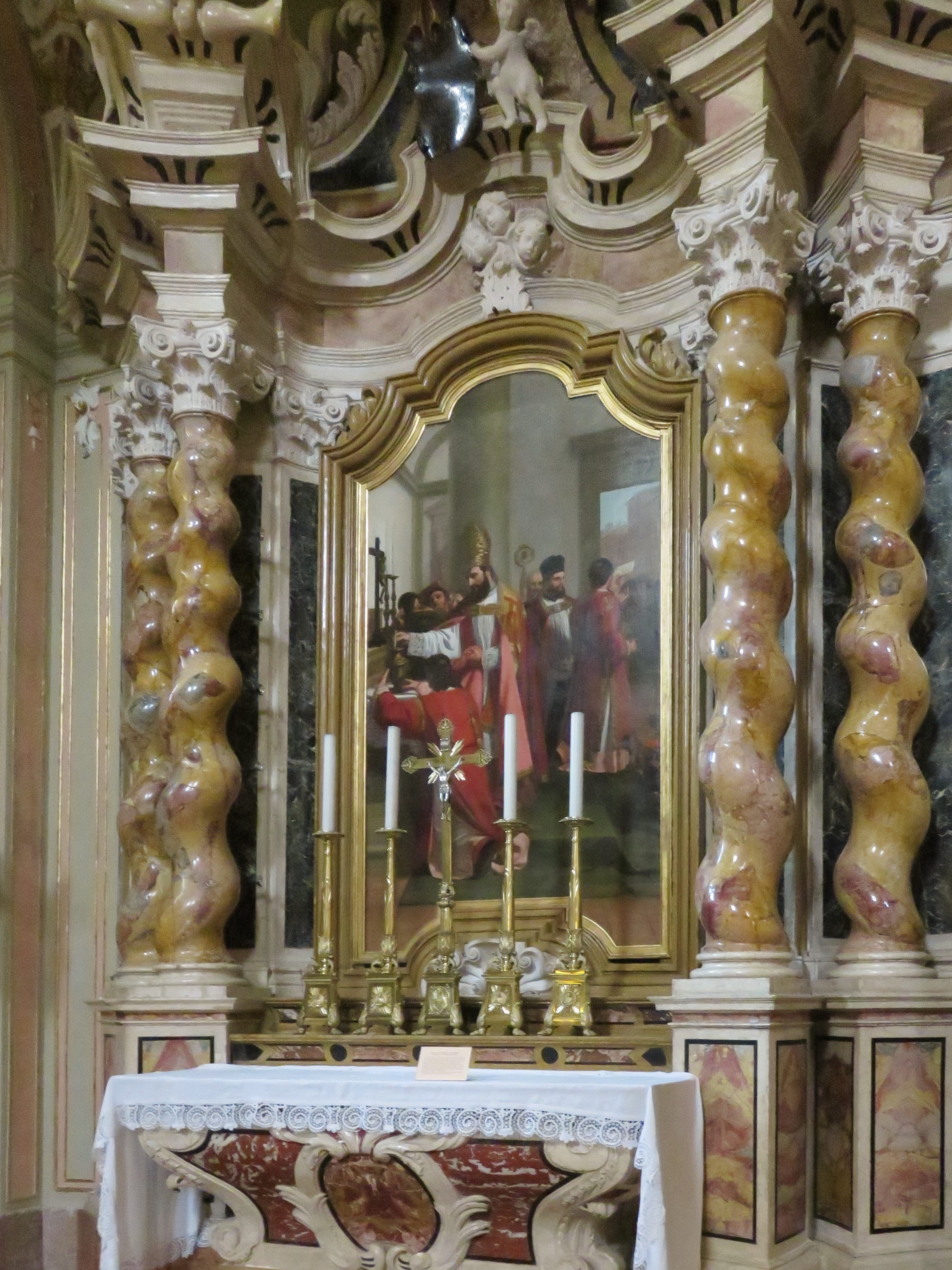
Altare di San Vigilio.

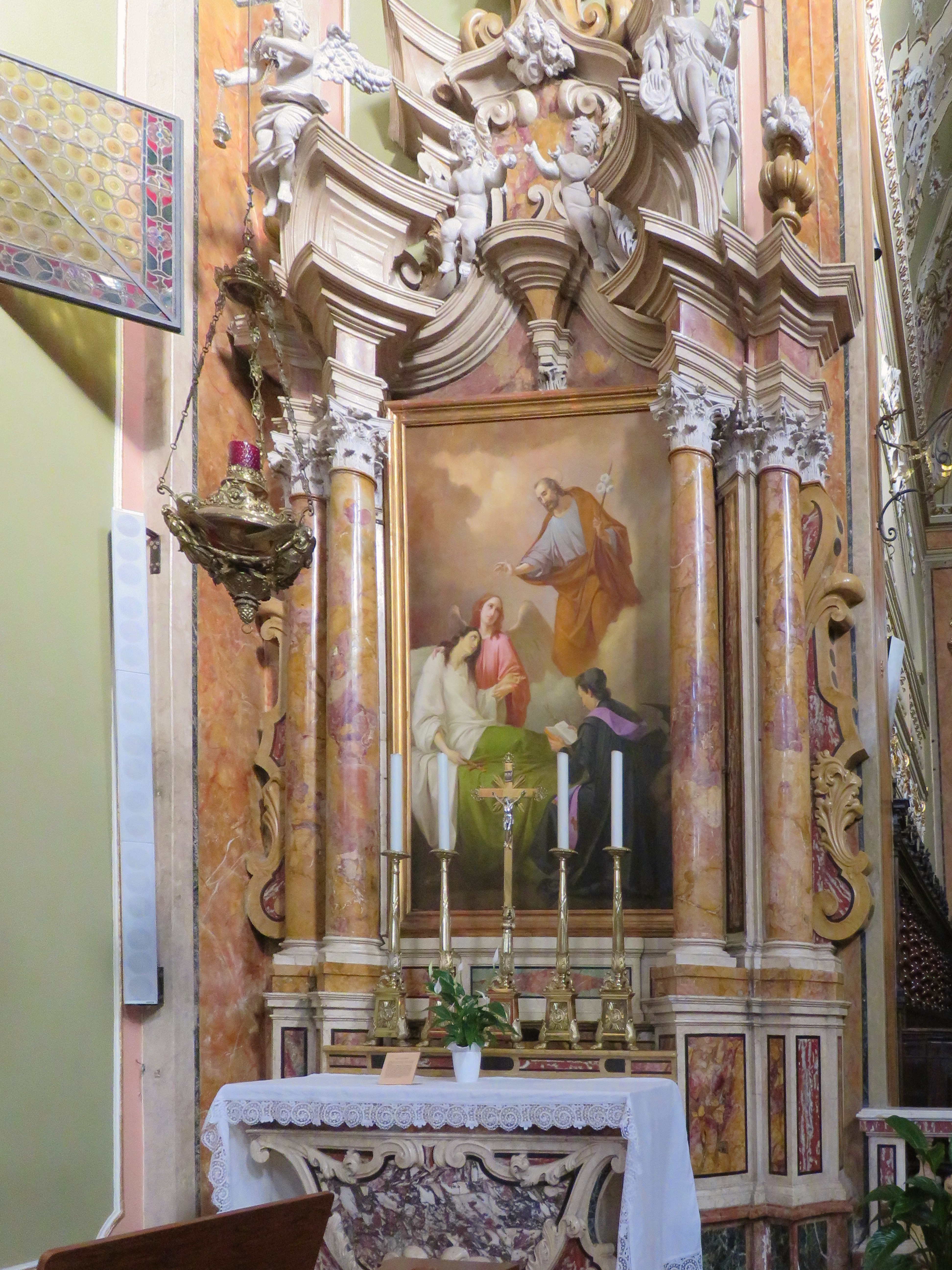
Altare di San Giuseppe.

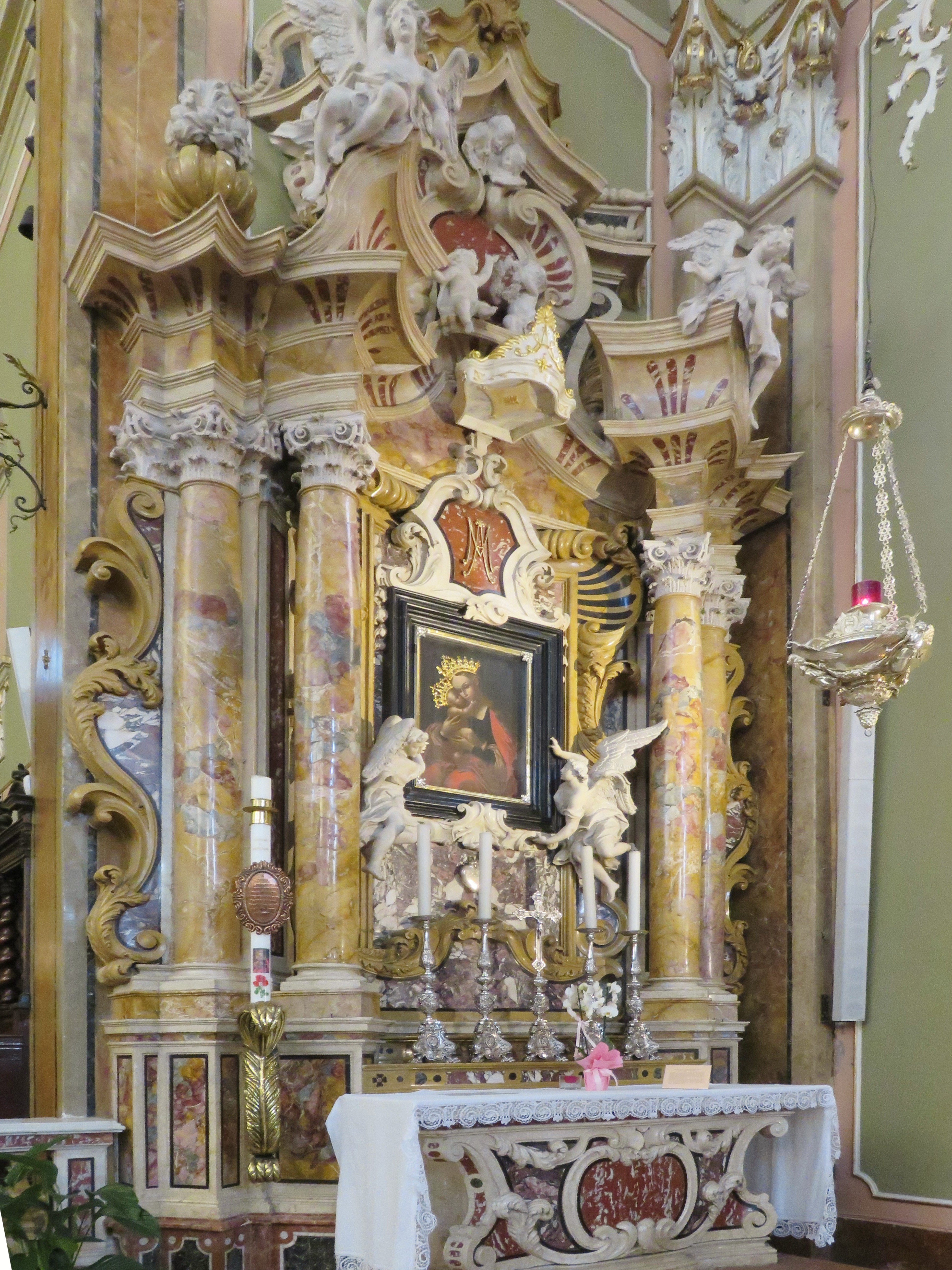
Altare di Maria Vergine Ausiliatrice, di Teodoro Benedetti.

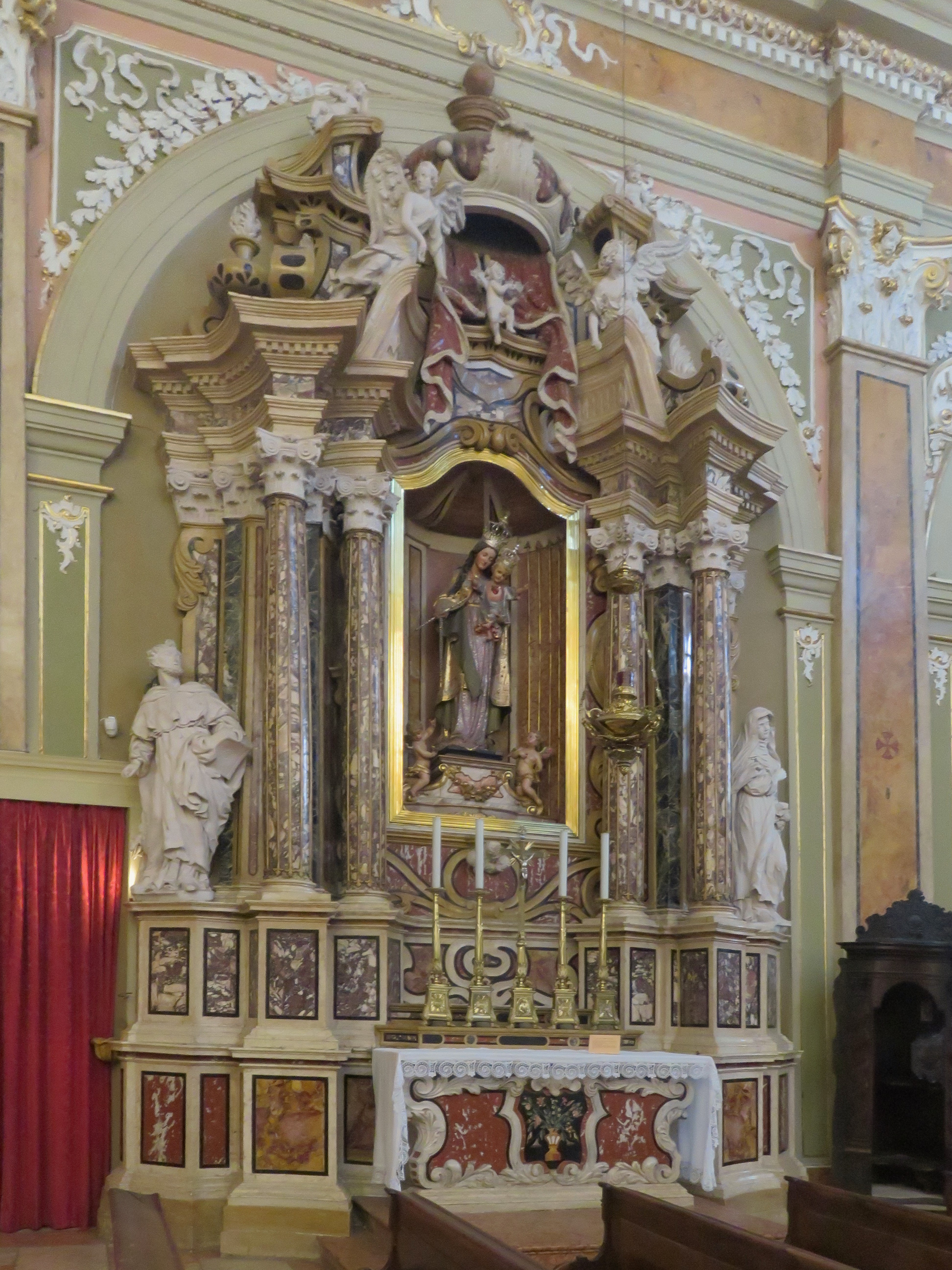
Altare del Santo Rosario, di Domenico Sartori.

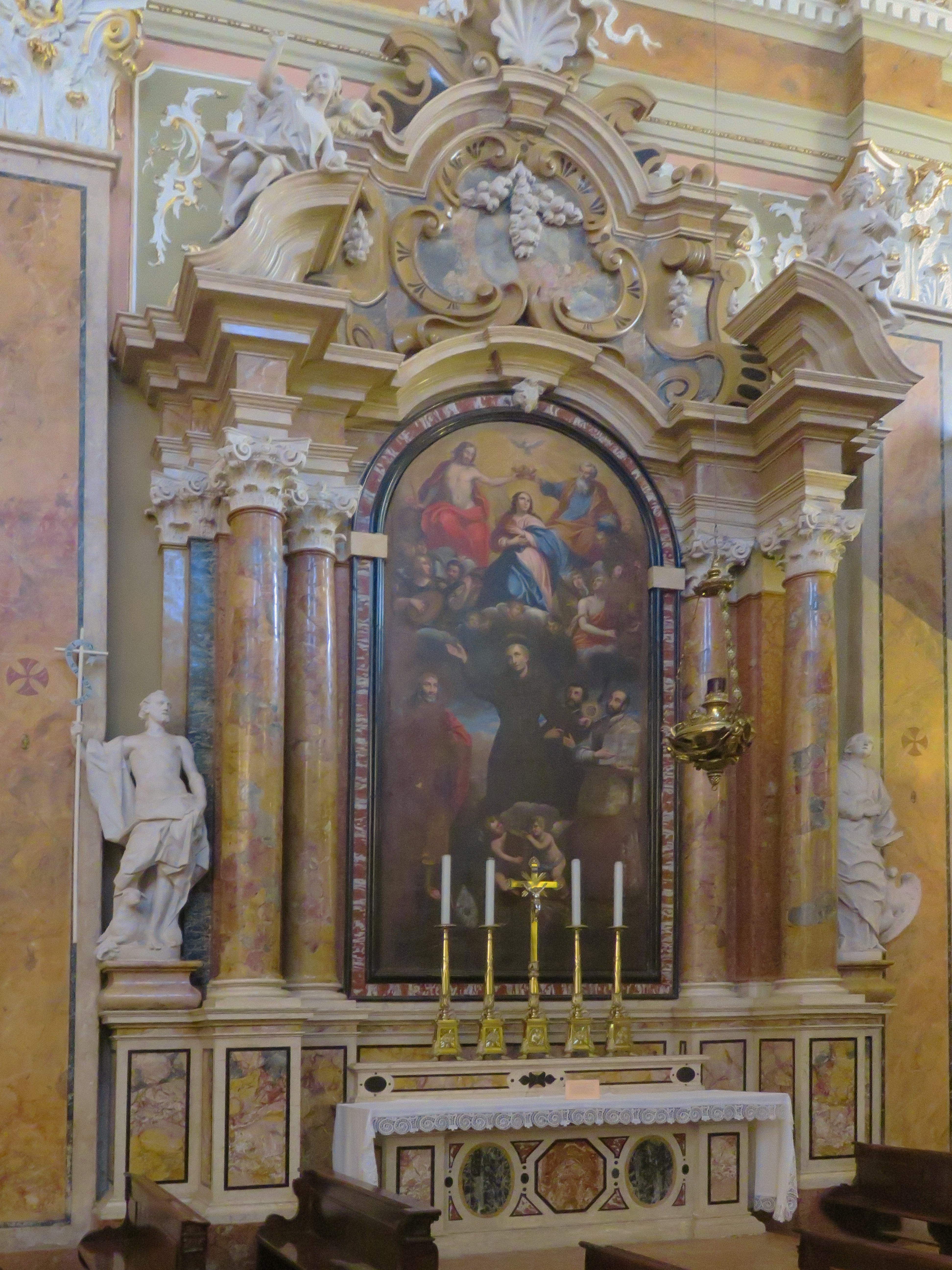
Altare di San Bernardino da Siena, di Teodoro Benedetti.

### Interno
Gli interni presentano la sfarzosità dello stile barocco, con colonne tortili e un rilevante numero di altari. La copertura della zona riservata ai fedeli consiste in una serie di volte a crociera, mentre quella della zona dell'altare principale è una volta a botte che termina in un'abside. Il soffitto è interamente affrescato. 
Le opere di maggior importanza sono: la Pala di San Marco opera di Vittorio Emanuele Bressanin; la statua di Santa Rosa di Lima e gli altari di Maria Ausiliatrice, del Santo Rosario, di San Vigilio, dell'Altissimo e di San Girolamo. 
La pala posta sull'altare di Sant'Antonio da Padova venne commissionata da Agnese Fait Wangher a Gaspare Antonio Baroni Cavalcabò. La pala dell'altare di San Girolamo è invece di Felice Ricci detto Brusasorzi artista veronese che compì l'opera nel 1599. Gli altari di Maria Ausiliatrice opera di Teodoro Benedetti con sculture di Domëne Moling e del Santo Rosario di Domenico Sartori sono considerati dei capolavori dell'arte trentina barocca.
Al lato della porta d'ingresso si trova una targa in memoria di Girolamo Tartarotti che fu sepolto qui. Sul altro lato invece è affisso un quadro con l'affigge di papa Pio VI che nel 1782 celebrò la Santa Messa a San Marco. Sul lato delle cappelle, sempre sotto la cantoria, si trova un busto del Beato Antonio Rosmini, opera di Francesco Confalonieri, ricordando che Rosmini fu arciprete di San Marco dall'ottobre 1834 all'ottobre 1835. Di fronte sul altro lato della navata è collocato il busto di Bernardina Floriani meglio nota come Giovanna Maria della Croce, opera dello scultore Fausto Melotti eseguita nel 1936.

### Organo a canne

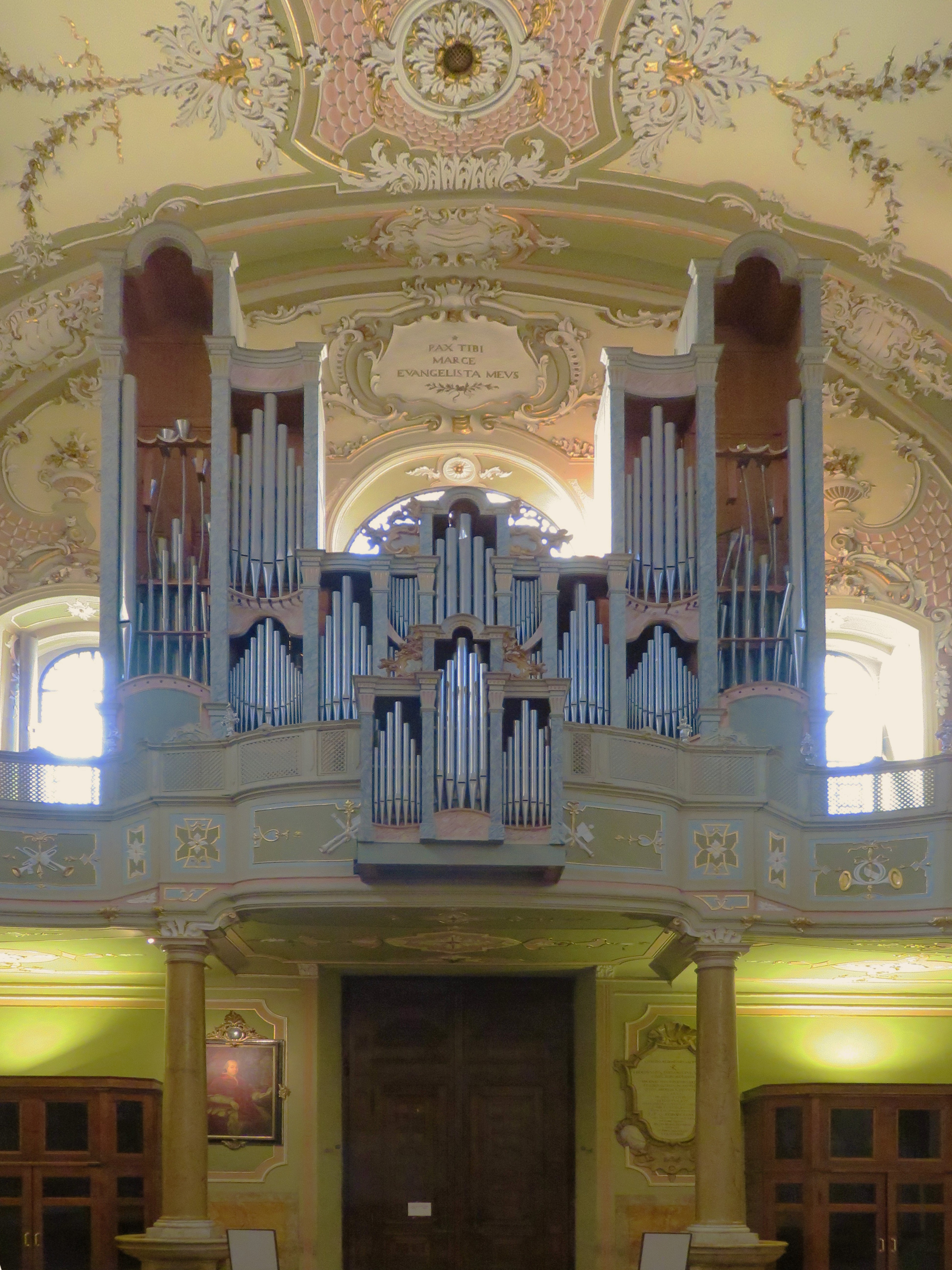
Organo di San Marco.

La chiesa ha avuto, nel tempo, vari organi, posizionati in parti diverse dell'edificio. Le prime notizie su un tale strumento in San Marco risalgono al 1509, e le cronache riportano che si stava pensando alla sua costruzione, avvenuta solo nove anni dopo. Nel 1625 l'organo venne smontato e spostato nel presbiterio, sostituito pochi anni dopo da un nuovo organo che fu completato da Graziadio Antegnati appartenente alla famosa famiglia di organari degli Antegnati di Brescia. Nel 1752 fu trasferito nella sua posizione attuale di fronte al presbiterio sopra la porta d'ingresso.
Il 26 dicembre 1769 Wolfgang Amadeus Mozart durante il suo primo viaggio in Italia andò a provare l'organo e l'evento richiamò moltissimi roveretani.
Un nuovo organo costruito nel 1975 è sempre posizionato sull'ampia cantoria in controfacciata, ed è stato costruito dall'organaro veronese Bartolomeo Formentelli. 
Progettato per una trasmissione integralmente meccanica, possiede quattro tastiere di 56 note ciascuna ed una pedaliera di 30. L'organo versa in cattive condizioni e sono collassate le canne maggiori.